# Норвуд (Вісконсин)
Норвуд (англ. Norwood) — місто (англ. town) в США, в окрузі Ланґлейд штату Вісконсин. Населення — 907 осіб (2020).

## Демографія
Згідно з переписом 2010 року, у місті мешкало 913 осіб у 360 домогосподарствах у складі 276 родин. Було 430 помешкань
Расовий склад населення:
| - 97,3 % — білих - 1,1 % — корінних американців - 0,2 % — чорних або афроамериканців - 0,1 % — азіатів |

До двох чи більше рас належало 0,8 %. Частка іспаномовних становила 1,3 % від усіх жителів.
За віковим діапазоном населення розподілялося таким чином: 22,1 % — особи молодші 18 років, 62,0 % — особи у віці 18—64 років, 15,9 % — особи у віці 65 років та старші. Медіана віку мешканця становила 43,7 року. На 100 осіб жіночої статі у місті припадало 116,4 чоловіків;  на 100 жінок у віці від 18 років та старших — 109,7 чоловіків також старших 18 років.
Середній дохід на одне домашнє господарство  становив 66 438 доларів США (медіана — 56 591), а середній дохід на одну сім'ю — 74 003 долари (медіана — 64 625). Медіана доходів становила 42 500 доларів для чоловіків та 32 283 долари для жінок. За межею бідності перебувало 4,5 % осіб, у тому числі 8,0 % дітей у віці до 18 років та 3,2 % осіб у віці 65 років та старших.
Цивільне працевлаштоване населення становило 443 особи. Основні галузі зайнятості: освіта, охорона здоров'я та соціальна допомога — 25,7 %, виробництво — 16,7 %, роздрібна торгівля — 12,4 %, будівництво — 9,5 %.